# Primogenitura
La primogenitura designa una anterioridad de nacimiento y los derechos que de ella se derivan, en particular en materia de sucesión. Se suele denominar primogénito al primer hijo. Porque hijo único sería Unigénito. 
En el sistema feudal durante la Edad Media, cuando moría un hombre, el hijo único (o primogénito) heredaba la totalidad de las tierras y fortunas. Esto evitaba una división del dominio, que pudiera conllevar un debilitamiento de poder de la línea sucesoria.
Por la sucesión al trono de Francia, por ejemplo, se habla de primogenitura masculina, cuando solamente el hijo varón de más edad heredaba la corona, como fue el caso después del año 987 bajo Hugo Capeto. Anteriormente, por el contrario, todos los hijos varones de los reyes (Dinastía Merovingia o Dinastía Carolingia) heredaban el dominio real, lo que con bastante frecuencia provocaba luchas fratricidas para obtener el trono.
En los países occidentales, después de los cambios y las revoluciones del siglo XIX, el derecho de primogenitura es considerado un arcaísmo.

## Cuestiones jurídicas
En algunos ordenamientos jurídicos ha existido un desigual tratamiento de los derechos y deberes de los hijos, reservando un mayor papel al primogénito de cara a la sucesión de su padre.
En España, la primogenitura tuvo gran importancia en la época en la que se instituyó el mayorazgo en el Derecho castellano, puesto que implicaba que sería el primogénito el único heredero de los bienes familiares.
La importancia de la primogenitura en Derecho se ha ido perdiendo en favor de un igual tratamiento de los hijos. Sigue existiendo, sin embargo, alguna discriminación en favor del primogénito, discriminación que se circunscribe al ámbito del Derecho nobiliario por el cual un título nobiliario es heredado por el hijo primogénito. También hoy día y en ciertos casos, hay cierta desigualdad en el tratamiento, favoreciendo al hijo que queda con sus padres en el «fundo familiar», si es que el resto de sus hermanos emigraron lejos buscando una mejor situación económica.

## Gemelos
Tradicional y legalmente, el primogénito es el primero en el orden de nacimiento (primogénito). En el Código civil español (art. 31) se lee: «La prioridad del nacimiento, en el caso de partos dobles, da al primer nacido los derechos que la ley reconozca al primogénito». En las zonas rurales de Cataluña heredaba el segundo gemelo en nacer, pues existía la creencia de que el último en nacer es el primero en engendrarse.[cita requerida]

## Evolución histórica
En las civilizaciones humanas existió durante muchos siglos el derecho de primogenitura, por el que el hijo varón mayor heredaba las tierras familiares para mantenerlas unidas, así como la autoridad y responsabilidad sobre la familia; esta práctica incentivaba a los hermanos menores a encabezar las exploraciones mercantiles para abrir  rutas comerciales o participar en guerras de conquista, para la expansión y prosperidad del grupo familiar.
En algunas épocas y sociedades como el imperio romano y las naciones que surgieron tras su caída, sobre todo a partir sel siglo XV se contrarrestaba el privilegio del hermano mayor concediendo al menor los estudios y la ordenación religiosa, lo cual le libraba de servir a su hermano, asegurándole un porvenir independiente.
Estas mismas culturas eran muy exigentes con el hermano mayor, que al ser el heredero, tenía que demostrar que iba a ser capaz de ejercer autoridad familiar, con lo que claramente las normas y deberes familiares eran con él mucho más rígidas que con los segundones, también se le exigía mucho más rendimiento en su trabajo y estudios, todo esto dependiendo del nivel económico y estatus familiar heredado al primogénito.
Si el padre de familia tenía un oficio, se convertía en el maestro del primogénito para poder preservar el patrimonio heredado, costumbre que entró en decadencia desde el siglo XVIII con la Revolución francesa y luego las revoluciones burguesas liberales, que impulsaban la igualdad con base en la nación y derechos personales y rompían así la estructura familiar basada en los padres de familia. Algunos partidos y gobiernos intentaron suprimir el derecho de primogenitura, que acabaría en Occidente con las transformaciones que tuvieron lugar durante el siglo XIX.

## Ejemplos de conflictos de primogenitura en la Biblia
El drama que se desarrolla entre José y sus hermanos, así como la venta de la primogenitura de Esaú, sientan las bases para la consolidación de la familia patriarcal de la cual se desprenden conceptos como patria (lugar donde gobierna el padre) o patrimonio (herencia del padre). De esta manera se da inicio a la historia del pueblo judío, que no es otra cosa que una gran familia.
La rivalidad entre hermanos y la disputa por la primogenitura, que en esencia es la lucha por la herencia paternal, es el primer gran tema de la Torá. 
En este sentido, se puede entender la expulsión de Ismael del hogar de Abraham, cuya razón está claramente enunciada por su esposa Sará: «Lo yirash ben haumá hazot im bení, im Yitsjak», «el hijo de la concubina no heredará junto con mi hijo Isaac». El rechazo final de Esaú por parte de Jacob y Rebeca también implica que el heredero será Jacob. El hecho de la “venta” de la primogenitura por un plato de lentejas y el disfraz de Jacob para obtener la bendición paternal son elementos que conducen al desenlace fundamental: el heredero será Jacob.
Es fácil comprender que relación entre los hermanos finalmente conduce a la «venta» de José a la esclavitud egipcia. ¿Qué hechos habían conducido a un odio tan extremo? Aunque José le contó al padre acerca de los deslices de los hermanos, la Torá no testimonia que Jacob haya tomado medida alguna como consecuencia de esas acusaciones. Tampoco se puede considerar que el «Ketónet pasim», la túnica multicolor que Jacob había obsequiado a José, sea una motivación para que los hermanos deseen asesinarlo.
Es menester, tal vez, retomar el tema de la primogenitura que había causado enfrentamientos dentro del seno de la familia patriarcal. Aunque José desempeñaba las labores de pastor con los hijos de Lea, una de las esposas legítimas del patriarca, las horas de esparcimiento y ocio las pasaba con los hijos de las concubinas, en una especie de campaña electoral para ser aceptado en el liderazgo, la primogenitura.
Está claro que Jacob tenía preferencia por José, el primogénito de su querida esposa Raquel, por encima de Rubén, el primogénito de su «odiada» esposa Lea. Por lo tanto, el «Ketónet pasim» no era visto solamente como un regalo generoso, sino como el «manto de mando» que Jacob le impuso a José.
Es posible que el golpe de gracia hayan sido los sueños de grandeza de José, quien se colocaba en el centro del universo con el sol, la luna y las estrellas que se postraban ante él. Un sueño que incluso molestó al padre pero que, al mismo tiempo, le produjo interés y ansias por ver si se concretaría.
En Egipto, José demostró que efectivamente tenía cualidades de líder al ascender desde la esclavitud a una posición elevadísima en la corte del faraón. Demostró habilidades gerenciales que, no obstante la discriminación social de los egipcios que no se sentaban a partir el pan con él, fueron admiradas, porque resolvieron el problema alimentario de la población durante los años de hambruna.
La historia de Jacob y sus hijos se diferencia de generaciones anteriores en el hecho de que el conflicto entre los hermanos no termina en el destierro o el asesinato, sino en la reconciliación. Los viajes de los hermanos para comprar alimentos en Egipto sirven de escenario para el progresivo acercamiento entre los ellos, el reconocimiento de culpa de los perpetradores y eventual perdón del agraviado.
No obstante la voluntad de Jacob y la comprobada eficiencia y don de mando de José, el desenvolvimiento de los sucesos conducirá a que la primogenitura, como derecho de jefatura, sea desplazada por características diferentes.